# Carl Bildstein
Carl Bildstein (även skrivet Karl Billsten) född omkring 1672, död 15 juli 1726, var en svensk militär. 

## Biografi
Bildstein föddes omkring 1672 som son till brukspatronen vid Fagerviks, Billnäs och Skogbys järnbruk, Carl Billsten den yngre. År 1682 var han inskriven som student vid Kungliga Akademien i Åbo. Sin militära bana påbörjade Bildstein då han i maj 1689 blev volontär vid Livgardet, där han 1690 blev underofficer. År 1695 var Bildstein fänrik i Första dragonkompaniet i Finland och 1698 anges han vara löjtnant vid Björneborgs läns infanteriregemente. Där var han år 1700 regementskvartermästare. Bildstein hade vid Narva den 20 november 1700 värvats till Livdrabanterna, Karl XII:s personliga livvakt i strid. Dessa stod direkt under kungens befäl under fälttågen i Polen och Ryssland under Stora nordiska kriget. Han var 1708 major för 500 värvade trupper i Riga och blev i februari samma år permitterad att resa tillbaka till Sverige. Han förefaller därmed ha undvikit det förödande nederlaget vid Poltava den 28 juni 1709, samt även undvika Rigas fall och rysk fångenskap. 
I februari 1710 var han överstelöjtnant vid Upplands femmänningsregemente. Regementet var en del av de trupper som i december 1709 sändes för att förstärka Magnus Stenbocks armé till försvar mot den danska invasionen av Skåne och kom att deltaga i slaget vid Helsingborg den 28 februari 1710. Då regementschefen, överste Lamoral van der Noth, utsetts till chef för centerns andra linje verkade Bildstein som regementschef under slaget. Regementet stod i första linjen på vänstra sidan av den svenska centern, där de mötte det danska Gardet till fots och Drottningens livregemente i häftiga strider.´När det svenska kavalleriet anföll den danska centern i flanken tog Drottningens livregemente till flykten, men Gardet bjöd fortfarande envist motstånd. Bildsteins regemente led kraftiga förluster med uppemot 200 döda eller sårade, men till slut tvingades Gardet ge sig. Slaget slutade i svensk seger. Under slaget stupade regementschefen van der Noth och Bildstein konfirmerades genom fullmakt som befälhavare i april 1711 för att i september samma år utses till överste för regementet. År 1717 befordrades Bildstein till generalmajor för infanteriet och 1723 blev han överste för Björneborgs läns infanteriregemente.
Bildstein var gift med Margareta Helena Douglies, dotter till överstelöjtnant Lorentz Douglies, och Christina Gyllengranat. Han upphöjdes till friherre den 3 augusti 1718. Han dog barnlös den 15 juli 1726.